# Бржевская, Ирина Сергеевна
Ирина Сергеевна Брже́вская (27 декабря 1929, Москва — 17 апреля 2019, Москва) — советская и российская певица, заслуженная артистка РСФСР (1978). Пик популярности Бржевской пришёлся на 1950—1960-е годы, когда она много гастролировала, активно сотрудничала с радио и телевидением.

## Биография
Ирина Бржеская родилась 27 декабря 1929 года в Москве в семье театрального актёра Сергея Игнатьевича Бржеского (1900—1985) и актрисы Татьяны Евграфовны Лентяевой (1900—1958). К фамилии отца повзрослевшая дочь потом добавила букву «в» для лучшего звучания. В детстве занималась в балетном и театральном кружках Московского городского дома пионеров и октябрят.
В 1947 году Бржевская поступила на вокальное отделение Музыкально-театрального училища имени А. К. Глазунова, присоединённого в 1951 году к факультету музыкального театра Государственного института театрального искусства (ГИТИС). Обучалась под руководством таких видных специалистов, как Борис Покровский, Аркадий Вовси, Тамара Янко. Окончив обучение, в 1953 году Бржевская была принята солисткой в железнодорожный джаз-оркестр под управлением Дмитрия Покрасса.
В 1955 году певица стала выступать с оркестром Эдди Рознера, где близко сошлась с трубачом оркестра Владимиром Забродиным. В 1957 году они поженились. В 1957 году совместно с Забродиным создала ансамбль «Весна», в сопровождении которого выступала от Орловской филармонии (1957—1958), от Всероссийского гастрольно-концертного объединения (1958—1965), от Москонцерта (1965—1991).
Обладая хорошими вокальными данными и самобытной творческой индивидуальностью, Ирина Бржевская активно сотрудничая с Всесоюзным радио и Центральным телевидением Гостелерадио СССР, став в 1960-е — 1970-е годы одной из ведущих эстрадных певиц СССР. За годы творчества певица записала около 400 песен для радиоэфира. Бржевская тяготела к сюжетным песням, повествовательным, содержащим подтекст, дающим возможность использовать не только вокальные данные, но и проявить актёрское мастерство. Наиболее популярными песнями её репертуара были «Геологи» (музыка Александры Пахмутовой, стихи Сергея Гребенникова и Николая Добронравова, 1959) «Московские окна» (музыка Тихона Хренникова, стихи Михаила Матусовского, 1960) «Хороши вечера на Оби» (музыка Азона Фаттаха, стихи Вадима Семернина, 1961). В её репертуаре были произведения Матвея Блантера, Семёна Заславского, Александра Зацепина, Валентина Левашова, Аркадия Островского, Евгения Птичкина, Владимира Шаинского и других.
Певица также исполняла романсы, песни Булата Окуджавы под гитару. С песнями советских композиторов Ирина Бржевская много гастролировала, в том числе за рубежом. Ирина Бржевская была частым гостем на комсомольских стройках. В 1964 году с песней «Московские окна» в сопровождении оркестра под управлением Юрия Силантьева стала лауреатом Фестиваля эстрадной песни в Дрездене.
В 1965 году Бржевская исполнила небольшую роль в фильме «Новогодний календарь», и в том же году выступила на «Голубом огоньке». В 1966 году певица записала песню «Хороши вечера на Оби» для художественного фильма Геннадия Шпаликова «Долгая счастливая жизнь». В 1981 году певица снималась в фильме-концерте «Поёт Ирина Бржевская», снятом творческим объединением «Экран» для Центрального телевидения СССР.
В 1991 году Бржевская прекратила активную гастрольную деятельность, периодически совместно с другими исполнителями 1950-х — 1970-х годов (Тамарой Миансаровой, Владимиром Трошиным) принимала участие в программах, посвящённых советской песне. В последние годы жизни состояние её здоровья резко ухудшилось, поэтому певица перестала практически выходить из дома. Ирина Бржевская умерла в Москве 17 апреля 2019 года в возрасте 89 лет. Похоронена на Введенском кладбище в одной могиле с мамой.

## Личная жизнь
Работая у Эдди Рознера, Бржевская подружилась с трубачом Владимиром Александровичем Забродиным (1930—2021), за которого в 1957 году вышла замуж. Детей у певицы не было.
Увлекалась трансцендентальной медитацией, которую практиковал Махариши Махеш Йоги.

## Награды и звания
- Лауреат фестиваля эстрадной песни в Дрездене (1964)[9].
- Почётное звание «Заслуженная артистка Татарской АССР» (1976)
- Почётное звание «Заслуженная артистка РСФСР» (1978)
- Орден Почёта (2000) — за заслуги перед государством, многолетнюю плодотворную деятельность в области культуры и искусства, большой вклад в укрепление дружбы и сотрудничества между народами[11]